# Кадамбаев, Токтарбай Кадамбаевич
Кадамбаев, Токтарбай Кадамбаевич (13 июля 1944 года, поселок Аксу Кустанайский   район.КазССР Государственный деятель Республики Казахстан.  Аким Кустанайской области (09.1995-08.1998).  Экс-депутат Мажилиса Парламента Республики Казахстан  IV созыва по партийному списку Народно-Демократической партии «Нур Отан» 2007-2012.

## Биография
Родился 13 июля 1944 года в п Аксу Костанайском районе.Казах. Отец - Данекенов Кадамбай рабочий. Мать - Данекенова Зейнеп доярка. Ныне покойные.
Трудовую деятельность начал учителем начальной школы поселка Актюбе Тарановского района,Кустанайской области.С ноября 1963 года - служба в рядах Советской Армии. Ушел в запас в звании полковника.
1966-1969  секретарь комсомольской организации совхоза Викторовский Кустанайской области.
С 1969 года -председатель рабочего комитета, секретарь парткома совхоза Кайранкольский Кустанайской области.
С 1975 года - секретарь партийного комитета совхоза Колос Кустанайской области
С 1977 года секретарь Тарановского райкома Компартии Казахстана.
1986-1991  Председатель Орджоникидзевского райисполкома.
С апрель по август 1991 Председатель Кустанайского областного комитета по управлению государственным имуществом и приватизации.
1993-1995 Заместитель главы Кустанайской областной администрации - председатель территориального комитета по управлению государственным имуществом.
1995-1998 Аким Кустанайской области.
С марта по август 1999 Председатель антимонопольного комитета.
С февраль 2000 — по январь 2005  Заместитель Председателя Агентства Республики Казахстан по государственным закупкам, Комитета по госзакупкам Министерства финансов Республики Казахстан.
С января 2005 по август 2007 Начальник Управления Комитета финансового контроля и государственных закупок по Костанайской области Министерства финансов Республики Казахстан
27 августа 2007  Депутат Мажилиса Парламента Республики Казахстан IV созыва.

## Другие должности
1966-1991 Член КПСС
1986-1990 Депутат Кустанайского областного совета народных депутатов
С 2002 член партии «Нур-Отан».

## Семья
Женат, супруга Кадамбаева Батима Сахановна 1947
Дети: Алия (1968), Даулет (1970), Гульмира (1978)
Внуки: Самат, Самал, Самрат, Даур, Алишер, Алидар,Алинур, Алиана
Правнуки: Адия

## Награды
- Ордена
- «Знак почета» (1975, 1980),
- «Кұрмет» (2001),
- «Парасат» (2017)[1]
- Медали
- «20 лет Победы в Великой Отечественной войне 1941-1945гг.» (1965),
- «За освоение целинных земель» (1968, 1984),
- «50 лет Целины» (2004),
- «Казахстан Конституциясына 10 жыл» (2005),
- Почётная грамота МПА СНГ (2009)[2].